# Каппель (Нижняя Саксония)
Каппель (нем. Cappel, н.-нем. Cappel) — населённый пункт в Германии, земля Нижняя Саксония, район Куксхафен, коммуна Вурстер-Нордзекюсте. До 2015 года был самостоятельной общиной в составе союза общин Ланд-Вурстен.
Население составляет 705 человек (на 2017 год). Занимает площадь 8,25 км². Расположен в историческом регионе Вурстен.